# Prix du Moulin de Longchamp

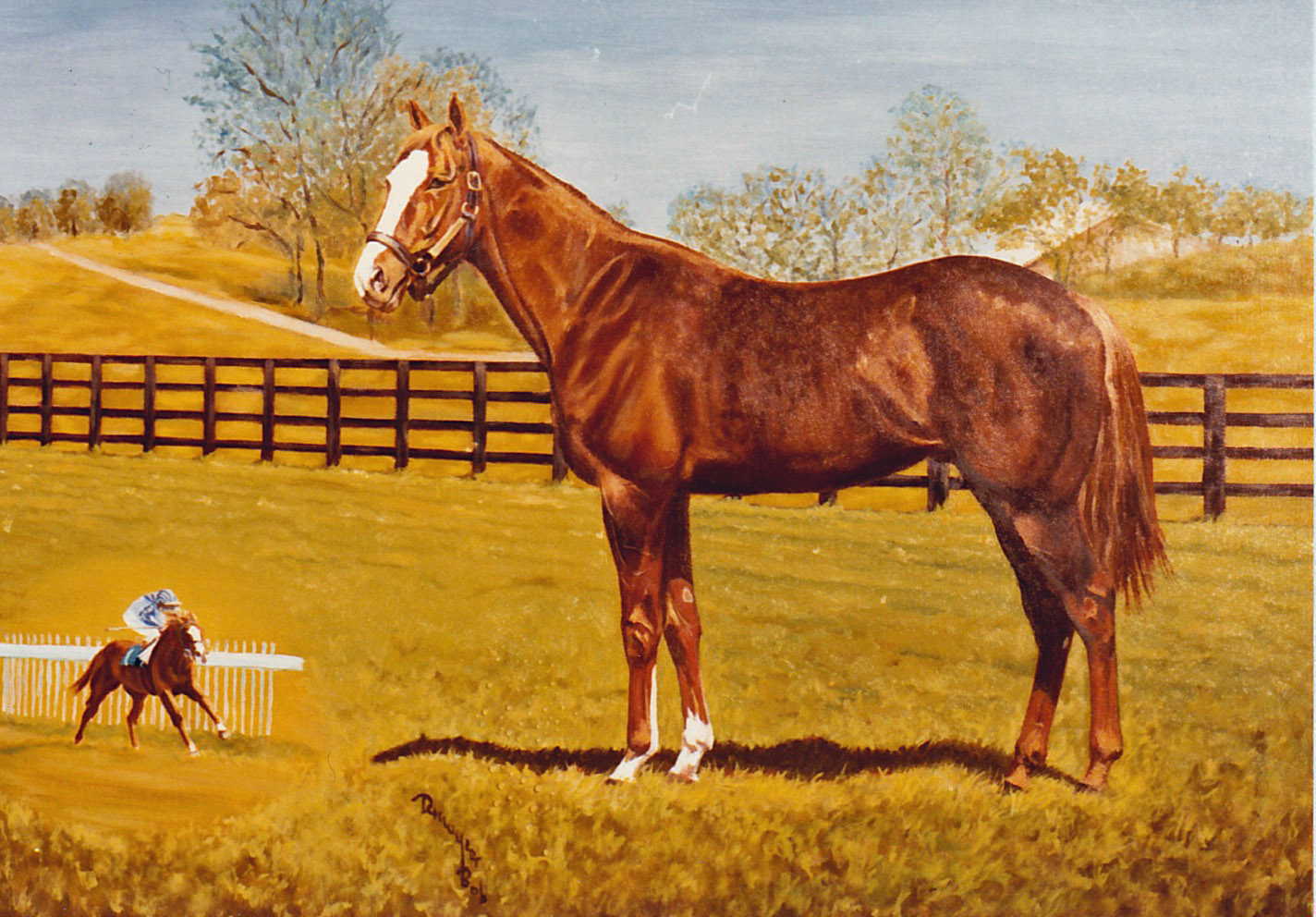
Northjet, vainqueur en 1981, par Bob Demuyser

Groupe 1
Le Prix du Moulin de Longchamp est une course hippique de plat se déroulant au mois de septembre sur l'hippodrome de Longchamp.
C'est une course de Groupe I réservée aux chevaux de 3 ans et plus qui existe depuis 1957 et se court sur la distance de 1.600 mètres, sur la grande piste de Longchamp. L'allocation s'élève à 450 000 €.

## Palmarès depuis 1986
| Année | Vainqueur         | S/A | Pays        | Père              | Jockey                | Entraîneur           | Propriétaire                  | Deuxième           | Troisième         | Temps   |
| ----- | ----------------- | --- | ----------- | ----------------- | --------------------- | -------------------- | ----------------------------- | ------------------ | ----------------- | ------- |
| 2024  | Tribalist         | M.5 | France      | Farhh             | Mickaël Barzalona     | André Fabre          | Godolphin                     | Charyn             | Henry Longfellow  | 1'38"75 |
| 2023  | Sauterne          | F.3 | France      | Kingman           | Tony Piccone          | Patrice Cottier      | Jean-Pierre Dubois            | Big Rock           | Facteur Cheval    | 1'36"76 |
| 2022  | Dreamloper        | F.5 | Royaume-Uni | Lope de Vega      | Kieran Shoemark       | Ed Walker            | Jason Fill                    | Order of Australia | The Revenant      | 1'36"14 |
| 2021  | Baaeed            | M.3 | Royaume-Uni | Sea The Stars     | Jim Crowley           | William Haggas       | Écurie Shadwell               | Order of Australia | Victor Ludorum    | 1'39"13 |
| 2020  | Persian King      | M.4 | France      | Kingman           | Pierre-Charles Boudot | André Fabre          | Ballymore & Godolphin         | Pinatubo           | Circus Maximus    | 1'36"73 |
| 2019  | Circus Maximus    | M.3 | Irlande     | Galileo           | Ryan Moore            | Aidan O'Brien        | Écurie Niárchos & Coolmore    | Romanised          | Line of Duty      | 1'36"54 |
| 2018  | Recoletos         | M.4 | France      | Whipper           | Olivier Peslier       | Carlos Laffon-Parias | Darpat France                 | Wind Chimes        | Expert Eye        | 1'36"03 |
| 2017  | Ribchester        | M.4 | Royaume-Uni | Iffraaj           | James Doyle           | Richard Fahey        | Godolphin                     | Taareef            | Massaat           | 1'40"75 |
| 2016  | Vadamos           | M.5 | France      | Monsun            | Vincent Cheminaud     | André Fabre          | Haras de Saint-Pair           | Spectre            | Zelzal            | 1'38"27 |
| 2015  | Ervedya           | F.3 | France      | Siyouni           | Christophe Soumillon  | Jean-Claude Rouget   | Écurie Aga Khan               | Akatea             | Karakontie        | 1'42"26 |
| 2014  | Charm Spirit      | M.3 | France      | Invincible Spirit | Thierry Jarnet        | Freddy Head          | Abdullah Bin Khalifa Al Thani | Toronado           | Night of Thunder  | 1'35"90 |
| 2013  | Maxios            | M.5 | France      | Monsun            | Stéphane Pasquier     | Jonathan E. Pease    | Écurie Niarchos               | Olympic Glory      | Anodin            | 1'40"73 |
| 2012  | Moonlight Cloud   | F.4 | France      | Invincible Spirit | Thierry Jarnet        | Freddy Head          | George Strawbridge            | Farhh              | Sarkilya          | 1'36"90 |
| 2011  | Excelebration     | M.3 | Royaume-Uni | Exceed And Excel  | Jamie Spencer         | Mario Botti          | Coolmore & Manfredini         | Rio de la Plata    | Rajsaman          | 1'37"74 |
| 2010  | Fuissé            | M.4 | France      | Green Tune        | Stéphane Pasquier     | Christiane Head      | Haras du Quesnay              | Rio de la Plata    | Siyouni           | 1'37"80 |
| 2009  | Aqlaam            | M.4 | Royaume-Uni | Oasis Dream       | Richard Hills         | William Haggas       | Hamdam Al Maktoum             | Famous Name        | Virtual           | 1'38"90 |
| 2008  | Goldikova         | F.3 | France      | Anabaa            | Olivier Peslier       | Freddy Head          | Wertheimer & Frère            | Darjina            | Sageburg          | 1'36"70 |
| 2007  | Darjina           | F.3 | France      | Zamindar          | Christophe Soumillon  | Alain de Royer-Dupré | Écurie Aga Khan               | Ramonti            | George Washington | 1'36"80 |
| 2006  | Librettist        | M.4 | Royaume-Uni | Danzig            | Frankie Dettori       | Saeed bin Suroor     | Godolphin                     | Stormy River       | Manduro           | 1'38"10 |
| 2005  | Starcraft         | M.5 | Australie   | Soviet Star       | Christophe Lemaire    | Luca Cumani          | The Australian Syndicate      | Gorella            | Majors Cast       | 1'36"10 |
| 2004  | Grey Lilas        | F.3 | France      | Danehill          | Eric Legrix           | André Fabre          | Gestüt Ammerland              | Diamond Green      | Antonius Pius     | 1'37"50 |
| 2003  | Nebraska Tornado  | F.3 | France      | Storm Cat         | Richard Hughes        | André Fabre          | Khalid Abdullah               | Lohengrin          | Bright Sky        | 1'38"70 |
| 2002  | Rock of Gibraltar | M.3 | Irlande     | Danehill          | Michael Kinane        | Aidan O'Brien        | Alex Ferguson & Sue Magnier   | Banks Hill         | Gossamer          | 1'39"30 |
| 2001  | Slickly           | M.5 | France      | Linamix           | Frankie Dettori       | Saeed bin Suroor     | Godolphin                     | Banks Hill         | Hawkeye           | 1'39"00 |
| 2000  | Indian Lodge      | M.4 | Royaume-Uni | Grand Lodge       | Cash Asmussen         | Amanda Perrett       | S.Cohn & Sir E.Parker         | Kingsalsa          | Diktat            | 1'40"80 |
| 1999  | Sendawar          | M.3 | France      | Priolo            | Gérald Mossé          | Alain de Royer-Dupré | Écurie Aga Khan               | Gold Away          | Dansili           | 1'35"20 |
| 1998  | Desert Prince     | M.3 | Royaume-Uni | Green Desert      | Olivier Peslier       | David Loder          | Lucayan Stud                  | Gold Away          | Second Empire     | 1'40"90 |
| 1997  | Spinning World    | M.4 | France      | Nureyev           | Cash Asmussen         | Jonathan Pease       | Écurie Niarchos               | Helissio           | Daylami           | 1'37"10 |
| 1996  | Ashkalani         | M.3 | France      | Soviet Star       | Gérald Mossé          | Alain de Royer-Dupré | Écurie Aga Khan               | Spinning World     | Shake The Yoke    | 1'37"20 |
| 1995  | Ridgewood Pearl   | F.3 | Irlande     | Indian Ridge      | Johnny Murtagh        | John Oxx             | Anne Coughlan                 | Shaanxi            | Missed Flight     | 1'36"90 |
| 1994  | Ski Paradise      | F.4 | France      | Lyphard           | Yutaka Take           | André Fabre          | Teruya Yoshida                | East of The Moon   | Green Tune        | 1'37"80 |
| 1993  | Kingmambo         | M.3 | France      | Mr. Prospector    | Cash Asmussen         | François Boutin      | Écurie Niarchos               | Ski Paradise       | Bigstone          | 1'37"60 |
| 1992  | All at Sea        | F.3 | Royaume-Uni | Riverman          | Pat Eddery            | Henry Cecil          | Khalid Abdullah               | Brief Truce        | Hatoof            | 1'40"70 |
| 1991  | Priolo            | M.4 | France      | Sovereign Dancer  | Gérald Mossé          | François Boutin      | Ecurie Skymarc Farm           | Mukaddamah         | Lycius            | 1'38"40 |
| 1990  | Distant Relative  | M.4 | Royaume-Uni | Habitat           | Pat Eddery            | Barry Hills          | Wafic Saïd                    | Linamix            | Priolo            | 1'38"30 |
| 1989  | Polish Precedent  | M.4 | France      | Danzig            | Cash Asmussen         | André Fabre          | Cheikh Mohammed               | Squill             | Cadeaux Genereux  | 1'38"50 |
| 1988  | Soviet Star       | M.4 | France      | Nureyev           | Cash Asmussen         | André Fabre          | Cheikh Mohammed               | Miesque            | Gabina            | 1'40"30 |
| 1987  | Miesque           | F.3 | France      | Nureyev           | Freddy Head           | François Boutin      | Écurie Niarchos               | Soviet Star        | Grecian Urn       | 1'37"50 |
| 1986  | Sonic Lady        | F.3 | Royaume-Uni | Nureyev           | Walter Swinburn       | Michael Stoute       | Cheikh Mohammed               | Thrill Show        | Lirung            | 1'35"80 |

## Précédents vainqueurs
- 1957 - Rose Royale
- 1958 - Lilya
- 1959 - Ginetta
- 1960 - Mincio
- 1961 - Belle Shika
- 1962 - Romulus
- 1963 - Hula Dancer
- 1964 - Mirna
- 1965 - Red Slipper
- 1966 - Silver Shark

- 1967 - Great Nephew
- 1968 - Pola Bella
- 1969 - Habitat
- 1970 - Gold Rod
- 1971 - Faraway Son
- 1972 - Sallust
- 1973 - Sparkler
- 1974 - Mount Hagen
- 1975 - Delmora
- 1976 - Gravelines

- 1977 - Pharly
- 1978 - Sanedtki
- 1979 - Irish River
- 1980 - Kilijaro
- 1981 - Northjet
- 1982 - Green Forest
- 1983 - Luth Enchantée
- 1984 - Mendez
- 1985 - Rousillon